# Acraea pseudoprotea
Acraea pseudoprotea är en fjärilsart som beskrevs av Butler 1874. Acraea pseudoprotea ingår i släktet Acraea och familjen praktfjärilar. Inga underarter finns listade i Catalogue of Life.